# 施密特峰
施密特峰（英語：Schmidt Peak）是南極洲的山峰，位於瑪麗伯德地，處於帕克海崖東北面6公里的加利福尼亞高原南部，美國地質調查局根據測量和美國海軍拍攝的空中照片繪入地圖，現時由南極條約體系管理。